# Settimana Internazionale di Coppi e Bartali 2012
La Settimana Internazionale di Coppi e Bartali 2012, ventisettesima edizione della corsa e quattordicesima con questa denominazione, si è svolta dal 20 al 24 marzo 2012 per un percorso totale di 579,5 km. È stata vinta dal ceco Jan Bárta, che ha concluso in 14h00'21".

## Tappe
| Tappa  | Data     | Percorso                                    | km    | Vincitore di tappa | Leader cl. generale |
| ------ | -------- | ------------------------------------------- | ----- | ------------------ | ------------------- |
| 1ª     | 20 marzo | Misano Adriatico > Riccione                 | 140,8 | Andrea Palini      | Andrea Palini       |
| 2ª-1ª  | 21 marzo | Gatteo > Gatteo                             | 99,5  | Elia Viviani       | Andrea Palini       |
| 2ª-2ª  | 21 marzo | Gatteo > Gatteo (cron. a squadre)           | 14,9  | Team NetApp        | Cesare Benedetti    |
| 3ª     | 22 marzo | Fiorano Modenese > Levizzano Rangone        | 151   | Diego Ulissi       | Cesare Benedetti    |
| 4ª     | 23 marzo | Pavullo > Pavullo                           | 159   | Diego Ulissi       | Bartosz Huzarski    |
| 5ª     | 24 marzo | Crevalcore > Crevalcore (cron. individuale) | 14,3  | Jan Bárta          | Jan Bárta           |
| Totale | Totale   | Totale                                      | 579,5 |                    |                     |

## Squadre e corridori partecipanti
| N.    | Cod. | Squadra                      |
| ----- | ---- | ---------------------------- |
| 1-8   | AND  | Androni Giocattoli           |
| 11-18 | LIQ  | Liquigas-Cannondale          |
| 21-28 | LAM  | Lampre-ISD                   |
| 31-38 | AST  | Astana Pro Team              |
| 41-48 | FAR  | Farnese Vini-Selle Italia    |
| 51-58 | COG  | Colnago-CSF Inox             |
| 61-68 | ASA  | Acqua & Sapone               |
| 71-78 | COL  | Colombia-Coldeportes         |
| 81-88 | UNA  | Utensilnord-Named            |
| 91-98 | TSV  | Topsport Vlaanderen-Mercator |

| N.      | Cod. | Squadra                         |
| ------- | ---- | ------------------------------- |
| 101-108 | CSM  | Team SpiderTech p/b C10         |
| 111-118 | APP  | Team NetApp                     |
| 121-128 | UHC  | UnitedHealthcare Pro Cycling T. |
| 131-138 | PPO  | Team Nippo                      |
| 141-148 | EDR  | Endura Racing                   |
| 161-168 | IDE  | Team Idea                       |
| 171-178 | OHR  | Team Øster Hus-Ridley           |
| 181-188 | TIK  | Itera-Katusha                   |
| 191-198 | ADR  | Adria Mobil                     |

## Dettagli delle tappe

### 1ª tappa
- 22 marzo: Misano Adriatico > Riccione – 140,8 km

Risultati
| Pos. | Corridore        | Squadra      | Tempo    |
| ---- | ---------------- | ------------ | -------- |
| 1    | Andrea Palini    | Team Idea    | 3h16'31" |
| 2    | Cesare Benedetti | Team NetApp  | s.t.     |
| 3    | Pieter Serry     | Topsport Vl. | s.t.     |

| Pos. | Corridore        | Squadra      | Tempo    |
| ---- | ---------------- | ------------ | -------- |
| 1    | Andrea Palini    | Team Idea    | 3h16'21" |
| 2    | Cesare Benedetti | Team NetApp  | a 4"     |
| 3    | Pieter Serry     | Topsport Vl. | a 6"     |

### 2ª tappa-1ª semitappa
- 21 marzo: Gatteo > Gatteo – 99,5 km

Risultati
| Pos. | Corridore           | Squadra    | Tempo    |
| ---- | ------------------- | ---------- | -------- |
| 1    | Elia Viviani        | Liquigas   | 2h21'08" |
| 2    | Maximiliano Richeze | Team Nippo | s.t.     |
| 3    | Enrico Battaglin    | Colnago    | s.t.     |

| Pos. | Corridore        | Squadra     | Tempo    |
| ---- | ---------------- | ----------- | -------- |
| 1    | Andrea Palini    | Team Idea   | 5h37'29" |
| 2    | Elia Viviani     | Liquigas    | a 4"     |
| 3    | Cesare Benedetti | Team NetApp | s.t.     |

### 2ª tappa-2ª semitappa
- 21 marzo: Gatteo > Gatteo (cron. a squadre) – 14.9 km

Risultati
| Pos. | Squadra            | Tempo  |
| ---- | ------------------ | ------ |
| 1    | Team NetApp        | 16'28" |
| 2    | Endura Racing      | a 8"   |
| 3    | Androni Giocattoli | a 15"  |

| Pos. | Corridore        | Squadra     | Tempo    |
| ---- | ---------------- | ----------- | -------- |
| 1    | Cesare Benedetti | Team NetApp | 5h54'01" |
| 2    | Daniel Schorn    | Team NetApp | a 6"     |
| 3    | Jan Bárta        | Team NetApp | s.t.     |

### 3ª tappa
- 22 marzo: Fiorano Modenese > Levizzano Rangone – 151 km

Risultati
| Pos. | Corridore       | Squadra          | Tempo    |
| ---- | --------------- | ---------------- | -------- |
| 1    | Diego Ulissi    | Lampre-ISD       | 3h43'04" |
| 2    | Rory Sutherland | UnitedHealthcare | s.t.     |
| 3    | Danilo Di Luca  | Acqua & Sap.     | s.t.     |

| Pos. | Corridore        | Squadra     | Tempo    |
| ---- | ---------------- | ----------- | -------- |
| 1    | Cesare Benedetti | Team NetApp | 9h37'07" |
| 2    | Bartosz Huzarski | Team NetApp | a 4"     |
| 3    | Jan Bárta        | Team NetApp | a 6"     |

### 4ª tappa
- 23 marzo: Pavullo > Pavullo – 159 km

Risultati
| Pos. | Corridore        | Squadra      | Tempo    |
| ---- | ---------------- | ------------ | -------- |
| 1    | Diego Ulissi     | Lampre-ISD   | 4h06'15" |
| 2    | Danilo Di Luca   | Acqua & Sap. | s.t.     |
| 3    | Bartosz Huzarski | Team NetApp  | s.t.     |

| Pos. | Corridore        | Squadra      | Tempo     |
| ---- | ---------------- | ------------ | --------- |
| 1    | Bartosz Huzarski | Team NetApp  | 13h43'22" |
| 2    | Danilo Di Luca   | Acqua & Sap. | a 10"     |
| 3    | Diego Ulissi     | Lampre-ISD   | a 11"     |

### 5ª tappa
- 24 marzo: Crevalcore > Crevalcore (cron. individuale) – 14,3 km

Risultati
| Pos. | Corridore        | Squadra      | Tempo  |
| ---- | ---------------- | ------------ | ------ |
| 1    | Jan Bárta        | Team NetApp  | 16'49" |
| 2    | Adriano Malori   | Lampre-ISD   | a 5"   |
| 3    | Stefano Garzelli | Acqua & Sap. | a 10"  |

| Pos. | Corridore        | Squadra     | Tempo     |
| ---- | ---------------- | ----------- | --------- |
| 1    | Jan Bárta        | Team NetApp | 14h00'21" |
| 2    | Bartosz Huzarski | Team NetApp | a 13"     |
| 3    | Diego Ulissi     | Lampre-ISD  | a 21"     |

## Evoluzione delle classifiche
| Tappa              | Vincitore          | Classifica generale Maglia rossa | Classifica a punti Maglia bianca | Classifica scalatori Maglia verde | Classifica giovani Maglia arancio |
| ------------------ | ------------------ | -------------------------------- | -------------------------------- | --------------------------------- | --------------------------------- |
| 1ª                 | Andrea Palini      | Andrea Palini                    | Andrea Palini                    | Andrea Palini                     | Andrea Palini                     |
| 2ª-1ª              | Elia Viviani       | Andrea Palini                    | Andrea Palini                    | Miguel Ángel Rubiano              | Andrea Palini                     |
| 2ª-2ª              | Team NetApp        | Cesare Benedetti                 | Andrea Palini                    | Miguel Ángel Rubiano              | Matthias Brändle                  |
| 3ª                 | Diego Ulissi       | Cesare Benedetti                 | Andrea Palini                    | Miguel Ángel Rubiano              | Diego Ulissi                      |
| 4ª                 | Diego Ulissi       | Bartosz Huzarski                 | Diego Ulissi                     | Miguel Ángel Rubiano              | Diego Ulissi                      |
| 5ª                 | Jan Bárta          | Jan Bárta                        | Diego Ulissi                     | Miguel Ángel Rubiano              | Diego Ulissi                      |
| Classifiche finali | Classifiche finali | Jan Bárta                        | Diego Ulissi                     | Miguel Ángel Rubiano              | Diego Ulissi                      |

## Classifiche finali

### Classifica generale
| Pos. | Corridore        | Squadra       | Tempo     |
| ---- | ---------------- | ------------- | --------- |
| 1    | Jan Bárta        | Team NetApp   | 14h00'21" |
| 2    | Bartosz Huzarski | Team NetApp   | a 13"     |
| 3    | Diego Ulissi     | Lampre-ISD    | a 21"     |
| 4    | Stefano Garzelli | Acqua & Sap.  | a 26"     |
| 5    | Francesco Reda   | Acqua & Sap.  | a 29"     |
| 6    | Paul Voss        | Endura Racing | a 30"     |
| 7    | Moreno Moser     | Liquigas      | a 34"     |
| 8    | José Serpa       | Androni Gioc. | a 39"     |
| 9    | José Rujano      | Androni Gioc. | a 47"     |
| 10   | Danilo Di Luca   | Acqua & Sap.  | a 51"     |

### Classifica a punti
| Pos. | Corridore        | Squadra      | Punti |
| ---- | ---------------- | ------------ | ----- |
| 1    | Diego Ulissi     | Lampre-ISD   | 20    |
| 2    | Andrea Palini    | Team Idea    | 15    |
| 3    | Danilo Di Luca   | Acqua & Sap. | 10    |
| 4    | Enrico Battaglin | Colnago      | 8     |
| 5    | Bartosz Huzarski | Team NetApp  | 8     |

### Classifica scalatori
| Pos. | Corridore               | Squadra        | Punti |
| ---- | ----------------------- | -------------- | ----- |
| 1    | Miguel Ángel Rubiano    | Androni Gioc.  | 10    |
| 2    | Emanuele Sella          | Androni Gioc.  | 10    |
| 3    | Philip Deignan          | UnitedHealthc. | 8     |
| 4    | Carlos Alberto Betancur | Acqua & Sap.   | 6     |
| 5    | Ruslan Karimov          | Team Idea      | 6     |

### Classifica giovani
| Pos. | Corridore               | Squadra       | Tempo     |
| ---- | ----------------------- | ------------- | --------- |
| 1    | Diego Ulissi            | Lampre-ISD    | 14h00'42" |
| 2    | Moreno Moser            | Liquigas      | a 13"     |
| 3    | Fabio Felline           | Androni Gioc. | a 1'45"   |
| 4    | Carlos Alberto Betancur | Acqua & Sap.  | a 2'16"   |
| 5    | Matthias Brändle        | Team NetApp   | a 2'17"   |